# Морис Сакс
Морис Сакс (фр. Maurice Sachs, настоящее имя Морис Эттингхаузен (фр. Maurice Ettinghausen); 16 сентября 1906 года, Париж — 14 апреля 1945 года, Германия) — французский писатель еврейского происхождения.

## Биография
Морис Эттингхаузен родился в семье евреев-ювелиров. Воспитывался в школе-интернате английского типа, прожил год в Лондоне, где работал в книжном магазине, затем вернулся в Париж.
В 1925 году принял католичество и решил стать священником, хотя это желание прошло после встречи с молодым человеком на пляже в Жуан-Ле-Пен.
После участия в ряде сомнительных коммерческих операциях Сакс уехал в Нью-Йорк, где представлялся торговцем произведениями искусства. Вернувшись в Париж, он завёл знакомство с ведущими гомосексуальными писателями того времени, Жаном Кокто, Андре Жидом и Максом Жакобом, с каждым из которых имел бурные отношения не до конца понятной природы. В разное время работал с Жаном Кокто и Коко Шанель, в обоих случаях у них подворовывая.
Был в отношениях с Виолетт Ледюк, которая описала дружбу с Саксом в своей автобиографии La Batarde. Она описывает создание и чтение первой версии Le Sabbat и то, как безуспешно пыталась заставить Сакса удалить из текста грубости в отношении Кокто.
В начале Второй мировой войны Сакс был мобилизован, но вскоре уволен по причине его гомосексуальной ориентации. В первые годы оккупации зарабатывал, помогая еврейским семьям бежать в неоккупированную зону. Возможно, он также был осведомителем гестапо. Позднее Сакс был арестован и помещён в тюрьму в Фульсбюттель в Гамбурге.

## Смерть
В 1945 году, перед наступлением английских войск, тюрьма Фульсбюттель был эвакуирована вместе с заключёнными в город Киль. Эвакуация представляла собой долгий пеший переход, который занял несколько дней. На третий день пути, 14 апреля 1945 года, в 11:00 утра, Сакс был настолько измотан, что не смог идти дальше. Он был убит пулей в шею, а тело было оставлено на обочине дороги рядом с телом другого такого же товарища по несчастью. Эммануил Поло-Дульян говорил о Саксе: «Он не проявляет особого сострадания к еврейскому народу и выражает сожаление по поводу их безропотности, которую считает главной чертой их характера. В деревне, увидев стадо овец, он тяжело вздохнул и произнёс: „Евреи…“. Драма, в которой он играет, не ускользает от него. Но, пойманный в силки собственной аморальности, Сакс не верит в существование невинных жертв».

## Произведения
- The Decade of Illusion, Alfred A. Knopf, New York, 1933.
- Alias, 1935, A SIN B0000DQN60.
- Maurice Thorez et la victoire communiste, Denoël & Steele, 1936.
- André Gide, Denoël & Steele, 1936.
- Honoré Daumier, Pierre Tisné, 1939.
- Au temps du Bœuf sur le Toit, 1939 et 2005 ISBN 2246388228
- Chronique joyeuse et scandaleuse, Corrêa, 1950 A SIN B0000DS4FF.
- Correspondance, 1925—1939, Gallimard, Paris, 2003 ISBN 2070733548.
- Histoire de John Cooper d’Albany, Gallimard, Paris, 1955 A SIN B0000DNJVG.
- La Décade de l’illusion, Gallimard, Paris, 1950 A SIN B0000DL12G.
- Derrière cinq barreaux, Gallimard, Paris, 1952.
- Abracadabra, Gallimard, Paris, 1952.
- Le Sabbat. Souvenirs d’une jeunesse orageuse, Éditions Corrêa, Paris 1946 ISBN 2070287246.
- La Chasse à courre, Gallimard, Paris 1997 ISBN 2070402789.
- Tableaux des mœurs de ce temps, Gallimard, Paris, 1954 A SIN B0000DL12I.
- Le Voile de Véronique, roman de la tentation, Denoël, 1959.